# Raroia
Raroia  is een atol in de Tuamotu-archipel en dit is een zeegebied dat hoort tot Frans-Polynesië. Het ligt op 6 km ten zuidwesten van Takume en ongeveer 55 km ten noordoosten van Nihiru.

## Beschrijving

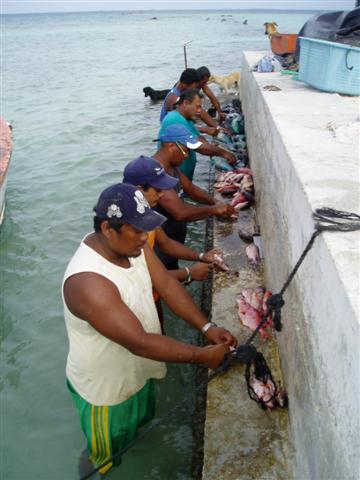
Vissers op Garumaoa

De lengte is van oost naar west 44 km, van zuid naar noord 14 km. Het atol bestaat uit totaal 280 riffen, waarvan er 60 min of meer beschut, aan de lijzijde van de wind liggen. Het dorp Garumaoa is gelegen aan de noordwest kant van de lagune, net ten zuiden van de enige toegangsweg Passe Garu. Het is een Commune associée (deelgemeente) van de gemeente Makemo en heeft 303 inwoners.
Er is een ingang naar de binnenkant van het atol die bevaarbaar is voor schepen van maximaal 100 meter lengte. Aan de oostzijde is het atol begroeid met struikgewas en in het noorden en westen staan bomen, vaak systematisch aangeplante kokospalmplantages. Van binnen is de lagune tot 27 meter diep. Het landoppervlak is maar 19,5 km², maar het atol omsluit een zeegebied van 385 km². Hier worden op het koraalrif parels gekweekt.

## Geschiedenis
Het eiland Raroia werd in 1606 door Pedro Fernández de Quirós ontdekt. Hij gaf het de naam "La Fugitiva".
Het atol werd vooral bekend als het eindpunt van de Kon-Tikiexpeditie in 1947. Het expeditielid Bengt Danielsson deed van 1949 tot 1952 op Raroia promotie-onderzoek en schreef daarover diverse boeken.

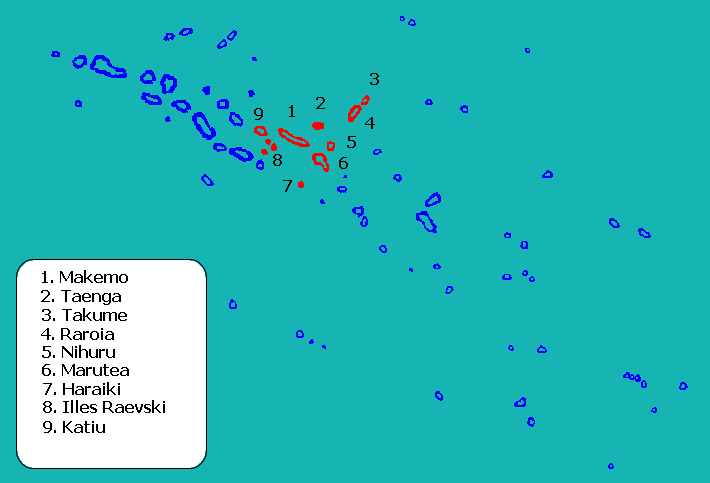
Positie van Raroia (4) binnen de Tuamotueilanden